# Gary Winram
Gary Francis Winram (* 5. August 1936 in Sydney; † 29. Mai 2022 in Sunshine Coast) war ein australischer Schwimmer.

## Leben
Gary Winram schwamm als erster Australier im Alter von 16 Jahren die 1650 Yards Freistil unter 19 Minuten. Winram wurde mehrfacher australischer Meister und wurde für die Olympischen Sommerspiele 1956 in Melbourne nominiert. Dort belegte er über 400 m Freistil den sechsten Platz und wurde im Wettkampf über 1500 m Freistil Achter. Pierre Caland, Pierre-Yves Copin und Michel Rousseau den neunten Rang. Bei den British Empire and Commonwealth Games 1958 in Cardiff gewann Winram Silber über 1650 Yards Freistil und Bronze über 440 Yards Freistil. Im Folgejahr beendete er dann im August seine Schwimmerkarriere.
Neben seiner Schwimmerkarriere war Winram auch als im Rettungssport aktiv.
1962 begann er eine Karriere als Schwimmtrainer und trainierte dabei unter anderem seine Landsfrau Ellinora Overton. 1994 wurde Winram zum Trainer des Jahres von New South Wales ernannt. Später war er auch als Nationaltrainer Australiens tätig.